# Adrián (labdarúgó)
Adrián San Miguel del Castillo, ismertebb nevén Adrián (Sevilla, 1987. január 3. –) spanyol labdarúgókapus, jelenleg a Liverpool játékosa.

## Pályafutása

### Betis
Adrián az andalúziai Sevilla városában született, és itt kezdte pályafutását. Utánpótláskorú játékosként többször szerepelt középpályásként és csatárként is. 1998-ban került a Real Betis csapatához. Eleinte az ifjúsági- és a tartalékcsapatban kapott lehetőséget, 2008-ban pedig a CD Alcalához került kölcsönbe. A következő évben a CD Utrera vette kölcsön, majd a 2011-12-es szezonban visszakerült a Betis tartalékcsapatához. Öt és fél hónapot ki kellett hagynia keresztszalag szakadás miatt.
2012. szeptember 29-én mutatkozott be a La Ligában egy Málaga ellen 4-0-ra elveszített bajnokin. A 2012-13-as bajnoki idényben is első számú kapusnak számított; a Real Madrid ellen 1-0-ra megnyert találkozón a mezőny egyik legjobbja volt. További harmincegy találkozón védett a szezonban. Ezeken a mérkőzéseken tizenegy alkalommal nem kapott gólt, csapata pedig kvalifikálta magát a Európa-ligába.

### West Ham United
2013. június 5-én bejelentették, hogy július 3-án aláírja a hároméves szerződését új csapatához, az angol West Ham Unitedhez. Sam Allardyce és a kapusedző, Martyn Margetson többször is megnézték a Betis bajnoki találkozóin mielőtt ajánlatot tettek volna érte. A West Ham kétéves szerződéshosszabbítási opciót is belevett a szerződésbe.
2013. augusztus 27-én egy 2-1-es győzelem alkalmával mutatkozott be új csapatában, egy Cheltenham Town elleni kupatalálkozón. Első bajnoki mérkőzése december 21-én 1-3-as vereséggel végződött a Manchester United ellen. 2014. január 11-én Adrián először védett végig Premier League-mérkőzést kapott gól nélkül. Május 6-án a januári Chelsea elleni bajnokin bemutatott mentését választották a szezon védésének. Mark Noble mögött második lett a klub szurkolóinak szavazatai alapján az Év játékosa címért folyó voksoláson. A 2013-14-es szezon végére első számú kapussá vált, kiszorítva a kezdőcsapatból a rutinos Jussi Jääskeläinent.
2015. január 13-án a kupa harmadik fordulójában a büntetőbárbajban védte Steven Naismith lövését, majd ő maga sikeresen végezte el a saját rúgását, ezzel csapata jutott a következő körbe. 2015. február 11-én azonnali piros lappal kiállították, amikor a tizenhatoson kívül kézzel ütötte el a labdát Sadio Mané elől a Southampton elleni mérkőzésen. A szezon során az összes bajnoki találkozón és mind a négy kupamérkőzésen ő állt a West ham United kapujában.
2015. augusztus 15-én a Leicester City ellen ismét kiállították, és mivel addigra már csapatának nem maradt cserelehetősége, a hátralevő időre a hátvéd Carl Jenkinson állt a kapuba. 2015 októberében új kétéves, 2017 nyaráig szóló szerződést írt alá.

### Liverpool
2019. augusztus 5-én a Liverpool igazolta le a távozó Simon Mignolet helyére második számú kapus posztra. Új csapatában már augusztus 9-én, a Premier League első fordulójában bemutatkozott. Az Anfield Stadionban csereként lépett pályára a Norwich City elleni hazai mérkőzésen, miután a csapat első számú kapusa Alisson Becker egy kirúgás során megsérült. Így a szeptember 14-én megrendezett Chelsea elleni UEFA-szuperkupa találkozón is a Adrián védte a liverpooliak kapuját, a mérkőzés 2–2-es döntetlennel ért véget így tizenegyes párbajra került sor. A tizenegyespárbaj során az ötödik rúgóig egyik csapattól sem hibáztak a rúgójátékosok, ekkor a Chelsea részéről Tammy Abraham állt a labda mögé, aki jobb lábbal a kapu közepébe lőtt laposan, Adrián balra vetődött azonban jobb lábával hárítani tudta a lövést, így a kupát a Liverpool játékosai emelhették a magasba. A spanyol kapus azonban egy a pályára berohanó szurkoló miatt megsérült így kérdésessé vált, hogy a soron következő mérkőzésen a Southampton elleni bajnokin pályára tud-e lépni, azonban a sérülése nem volt komoly így nem kényszerült kihagyásra. Adrián október 5-ig védte A Vörösök kapuját a Premier Leagueben illetve a Bajnokok Ligája sorozatban, ezután viszont a csapat első számú kapusa Alisson felépült és visszakapta szerepét a csapatban.

### A válogatottban
A spanyol válogatott keretébe először Julen Lopetegui hívta meg 2016. augusztus 26-án, de pályára nem lépett a belgák és a liechtensteiniek elleni két felkészülési mérkőzésen.

## Statisztika
2018. január 12-én lett legutójára frissítve
| Klub                | Szezon    | Bajnokság       | Bajnokság | Kupa            | Kupa  | Ligakupa        | Ligakupa | Egyéb           | Egyéb | Összesen        | Összesen |
| Klub                | Szezon    | Pályára lépések | Gólok     | Pályára lépések | Gólok | Pályára lépések | Gólok    | Pályára lépések | Gólok | Pályára lépések | Gólok    |
| ------------------- | --------- | --------------- | --------- | --------------- | ----- | --------------- | -------- | --------------- | ----- | --------------- | -------- |
| Real Betis C        | 2006–2007 | 13              | 0         | —               | —     | —               | —        | —               | —     | 13              | 0        |
| Real Betis C        | 2007–2008 | 10              | 0         | —               | —     | —               | —        | —               | —     | 10              | 0        |
| Real Betis C        | Összesen  | 23              | 0         | —               | —     | —               | —        | —               | —     | 23              | 0        |
| Real Betis B        | 2007–2008 | 3               | 0         | —               | —     | —               | —        | —               | —     | 3               | 0        |
| Real Betis B        | 2008–2009 | 14              | 0         | —               | —     | —               | —        | —               | —     | 14              | 0        |
| Real Betis B        | 2009–2010 | 12              | 0         | —               | —     | —               | —        | —               | —     | 12              | 0        |
| Real Betis B        | 2010–2011 | 22              | 0         | —               | —     | —               | —        | 2               | 0     | 24              | 0        |
| Real Betis B        | 2011–2012 | 11              | 0         | —               | —     | —               | —        | —               | —     | 11              | 0        |
| Real Betis B        | Összesen  | 62              | 0         | —               | —     | —               | —        | 2               | 0     | 64              | 0        |
| Alcalá (kölcsönben) | 2007–2008 | 5               | 0         | 0               | 0     | —               | —        | —               | —     | 5               | 0        |
| Utrera (kölcsönben) | 2008–2009 | 13              | 0         | 0               | 0     | —               | —        | —               | —     | 13              | 0        |
| Real Betis          | 2012–2013 | 32              | 0         | 0               | 0     | —               | —        | —               | —     | 32              | 0        |
| West Ham United     | 2013–2014 | 20              | 0         | 1               | 0     | 5               | 0        | —               | —     | 26              | 0        |
| West Ham United     | 2014–2015 | 38              | 0         | 4               | 0     | 0               | 0        | —               | —     | 42              | 0        |
| West Ham United     | 2015–2016 | 32              | 0         | 0               | 0     | 1               | 0        | 3               | 0     | 36              | 0        |
| West Ham United     | 2016–2017 | 16              | 0         | 1               | 0     | 1               | 0        | 1               | 0     | 19              | 0        |
| West Ham United     | 2017–2018 | 9               | 0         | 1               | 0     | 3               | 0        | —               | —     | 14              | 0        |
| West Ham United     | összesen  | 115             | 0         | 7               | 0     | 10              | 0        | 4               | 0     | 136             | 0        |
| Karrier             | Karrier   | 250             | 0         | 7               | 0     | 10              | 0        | 6               | 0     | 274             | 0        |

## Sikerei, díjai
- Liverpool
  - UEFA-szuperkupa: 2019
  - FIFA-klubvilágbajnokság: 2019
  - Premier League: 2019–2020